# Leuculopsis rufifimbria
Leuculopsis rufifimbria là một loài bướm đêm trong họ Geometridae.